# Mark Welsh
Pour les articles homonymes, voir Welsh.
Le general Mark Anthony Welsh III, né le 26 janvier 1953 à San Antonio au Texas, est un militaire américain. Il est chef d'état-major de l'armée de l'air américaine de 2012 à 2016. Il prend sa retraite le 24 juin 2016.

## Biographie
Après sa sortie de l'académie en 1976, il a été instructeur de vol sur T-37. Welsh a reçu un Bachelor of Science de l'Air Force Academy en 1976. En 1987, il obtint un master’s degree de l'université Webster. Il a en outre suivi de nombreuses formations dans le domaine de la sécurité. Il a été diplômé du National War College en 1993.
De juin 1993 à juin 1995, il a dirigé la division Defense and Space Operations au Pentagone. De juin 2005 à 2007, il fut commandant en second du Joint Functional Component Command for Intelligence, Surveillance and Reconnaissance du Strategic Command. D'août 2008 à décembre 2010, il travailla auprès de la CIA comme directeur associé aux affaires militaires. Welsh servit comme 34e commandant des forces aériennes américaines en Europe sur la base de Ramstein en Allemagne du 13 décembre 2010 au 31 juillet 2012.
Le 10 mai 2012, il a été nommé par le président Obama comme candidat pour être le prochain Chief of Staff of the United States Air Force. Le 19 juillet 2012, Welsh passa l'audition de confirmation devant le comité des forces armées,. Il fut confirmé par le Sénat le 2 août 2012 et introduit à son poste le 10 août.
Il totalise plus de 3 400 heures de vol sur F-16, A-10, T-37 and TG-7A.
Le Général M. Welsh prend sa retraite le 24 juin 2016 après 40 ans et 22 jours de service. Une cérémonie de départ a été organisée ce même jour à la base d'Andrews.

## Promotions
Welsh a successivement porté les grades suivants :
- 2 juin 1976 : second lieutenant
- 2 juin 1978 : premier lieutenant
- 2 juin 1980 : capitaine
- 1er mai 1985 : major
- 1er juin 1989 : lieutenant-colonel
- 1er février 1994 : colonel
- 1er août 2000 : brigadier général
- 1er août 2003 : major général
- 9 décembre 2008 : lieutenant général
- 13 décembre 2010 : général

## Distinctions
Le général Welsh a reçu les récompenses suivantes tout au long de sa carrière.
| Distinctions personnelles |                                                                                             |
| Bronze oak leaf cluster | Defense Distinguished Service Medal (avec une feuille de chêne en bronze)                   |
| Bronze oak leaf cluster | Air Force Distinguished Service Medal (avec une feuille de chêne en bronze)                 |
| Bronze oak leaf cluster | Defense Superior Service Medal (avec une feuille de chêne en bronze)                        |
| Bronze oak leaf cluster · Width-44 crimson ribbon with a pair of width-2 white stripes on the edges | Legion of Merit (avec une feuille de chêne en bronze)                                       |
| Bronze oak leaf cluster | Distinguished Flying Cross (avec une feuille de chêne en bronze)                            |
| Bronze oak leaf cluster · Bronze oak leaf cluster · Width-44 crimson ribbon with two width-8 white stripes at distance 4 from the edges. | Meritorious Service Medal (avec deux feuilles de chêne en bronze)                           |
| Bronze oak leaf cluster | Air Medal (avec une feuille de chêne en bronze)                                             |
| | Aerial Achievement Medal                                                                    |
| | Joint Service Commendation Medal                                                            |
| | Air Force Commendation Medal                                                                |
| Distinctions décernées à ses unités |                                                                                             |
| | Joint Meritorious Unit Award                                                                |
| Bronze oak leaf cluster · Bronze oak leaf cluster · Bronze oak leaf cluster | Air Force Outstanding Unit Award (avec trois feuilles de chêne en bronze)                   |
| Silver oak leaf cluster | Air Force Organizational Excellence Award (avec une feuille de chêne en argent)             |
| Service Awards |                                                                                             |
| Bronze oak leaf cluster · Bronze oak leaf cluster | Combat Readiness Medal (with two bronze oak leaf clusters)                                  |
| Distinctions obtenues au cours d'opérations |                                                                                             |
| Bronze star · Bronze star · Width=44 scarlet ribbon with a central width-4 golden yellow stripe, flanked by pairs of width-1 scarlet, white, Old Glory blue, and white stripes | National Defense Service Medal (avec deux service star en bronze)                           |
| Bronze star · Width-44 ribbon with the following stripes, arranged symmetrically from the edges to the center: width-2 black, width-4 chamois, width-2 Old Glory blue, width-2 white, width-2 Old Glory red, width-6 chamouis, width-3 myrtle green up to a central width-2 black stripe | Southwest Asia Service Medal (avec une service star en bronze                               |
| | Global War on Terrorism Service Medal                                                       |
| | Korea Defense Service Medal                                                                 |
| Autres distinctions |                                                                                             |
| | Air Force Overseas Short Tour Service Ribbon                                                |
| Bronze oak leaf cluster · Bronze oak leaf cluster | Air Force Overseas Long Tour Service Ribbon (avec deux feuilles de chêne en bronze)         |
| Silver oak leaf cluster · Bronze oak leaf cluster · Bronze oak leaf cluster · Bronze oak leaf cluster | Air Force Longevity Service Award (avec trois feuilles de chêne en bronze et une en argent) |
| Bronze star | Small Arms Expert Marksmanship Ribbon (avec une service star en bronze)                     |
| | Air Force Training Ribbon                                                                   |
| Distinctions étrangères |                                                                                             |
| | Kuwait Liberation Medal (Saudi Arabia)                                                      |
| | Kuwait Liberation Medal (Kuwait)                                                            |

| Badges |                                                          |
|        | Command Air Force Pilot Badge                            |
|        | Office of the Joint Chiefs of Staff Identification Badge |
|        | Headquarters Air Force Badge                             |